# Ginsterheiden-Bodeneule
Die Ginsterheiden-Bodeneule (Xestia castanea), auch Ginsterheiden-Erdeule, Rotbraune Heideeule und Kastanienbraune Erdeule genannt, ist ein Schmetterling (Nachtfalter) aus der Familie der Eulenfalter (Noctuidae).

## Merkmale

### Falter
Die Falter erreichen eine Flügelspannweite von 36 bis 43 Millimetern. Auf den Vorderflügeln dominieren oftmals fuchsrote bis kastanienbraune Tönungen. Gebietsweise sind jedoch Exemplare mit hell ockergrauer Grundfarbe vorherrschend. Die Nierenmakel ist im Unterteil grauschwarz gefüllt. Weitere Zeichnungselemente sind meist undeutlich, nur schwach angedeutet oder fehlen ganz. Dadurch ist die Verwechslungsgefahr mit anderen Arten gering. Die Hinterflügel sind zeichnungslos dunkelgrau, die Fransen schimmern heller.

### Ei, Raupe, Puppe
Das weißliche Ei hat eine flache, halbkugelige Form mit stark gewellten, aber schwach ausgebildeten Rippen. Es bekommt später braunrote Flecken.
Erwachsene Raupen variieren stark in der Zeichnung und der Färbung und können grünliche, braune oder rötliche Tiere hervorbringen. Sie sind durch eine breite, scharf nach oben scharf begrenzte, weiße Seitenlinie gekennzeichnet. Rücken- und Nebenrückenlinie ist nur schwach blässlich angedeutet. Jedes Segment weist auf der Rückenseite vier kleine Punktewarzen auf. Der Kopf und der Halsschild sind glänzend gelbbraun gefärbt, der Kopf weist ein schwarzes Gittermuster auf, der Halsschild eine helle Mittellinie.
Die rotbraune Puppe zeigt zwei Dornen am Kremaster.

### Unterschiede
Die typischen Merkmale sind der schwarze Fleck in der Nierenmakel und die rötlichen Fransen der Hinterflügel.

## Geographische Verbreitung und Lebensraum
Die Art kommt von Schottland und Fennoskandinavien im Norden durch Mitteleuropa bis zum Ural (Russland) im Osten vor. Im Mittelmeerraum ist die Art von Marokko über die Iberische, Apennin- und Balkanhalbinsel bis in die Türkei, Libanon, Syrien und Israel verbreitet.
Die Ginsterheiden-Bodeneule bewohnt vorzugsweise trockene Gebiete wie Heiden, Zwergstrauchheiden, Böschungen sowie Halbtrockenrasengebiete und lichte Kiefernwälder.

## Lebensweise
Die Ginsterheiden-Bodeneule bildet eine Generation im Jahr. Hauptflugzeit der nachtaktiven  Falter sind die Monate August und September. Sie besuchen künstliche Lichtquellen sowie den Köder, gelegentlich auch die Blüten von Heidekräutern  (Erica) oder des Schmetterlingsflieders (Budleja davidii). Die Raupen sind ab Oktober zu finden. Sie sind nachtaktiv und ruhen tagsüber in Grashorsten. Sie ernähren sich von verschiedenen Pflanzen, bevorzugt von:
- Draht-Schmiele (Deschampsia flexuosa)
- Zitter-Pappel (Populus tremula)
- Schlehdorn (Prunus spinosa)
- Besenginster (Sarothamnus scoparius)
- Besenheide (Calluna vulgaris)
- Heidelbeere (Vaccinium myrtillus)
- Färber-Ginster (Genista tintoria)
- Deutscher Ginster (Genista germanica)[7].

Sie überwintern „klein“ und verpuppen sich im Juni des folgenden Jahres in einer Erdhöhle. Die Puppenruhe beträgt nach Bergmann fünf bis sechs Wochen.

## Gefährdung
Die Ginsterheiden-Bodeneule ist in Deutschland meist selten und wird auf der Roten Liste gefährdeter Arten in Kategorie 2 (stark gefährdet) geführt.

## Taxonomie und Systematik
Die Art wurde 1798 von Eugen Johann Christoph Esper als Noctua castanea erstmals wissenschaftlich beschrieben. Der Variabilität entsprechend gibt es zahlreiche Synonyme.